# The Mind's I
The Mind's I er et album fra det svenske melodiske dødsmetalband Dark Tranquillity som blev udgivet i 1997. Dette var det første album hvor bandet ændrede deres musikstil. Gruppen stoppede med at bruge det gamle engelske sprog og personlige temaer i lyrikkerne. De meta-fysiske objekter blev beholdt men med en dybere mening. Guitarene blev stemt en tak ned som skabte en tungere lyd og det har bandet brugt på alle albumene efter.
I 2005 genudgav Century Media The Mind's I med et nyt layout, tre sange fra Enter Suicidal Angels EPen og to livevideoer.

## Spor
1. "Dreamlore Degenerate" – 2:44
2. "Zodijackyl Light" – 3:59
3. "Hedon" – 5:37
4. "Scythe, Rage and Roses" – 2:33
5. "Constant" – 3:02
6. "Dissolution Factor Red" – 2:07
7. "Insanity's Crescendo" – 6:52
8. "Still Moving Sinews" – 4:41
9. "Atom Heart 243.5" – 4:00
10. "Tidal Tantrum" – 2:57
11. "Tongues" – 4:53
12. "The Mind's Eye"- 3:11

## Spor på genudgivet album
1. "Dreamlore Degenerate" – 2:44
2. "Zodijackyl Light" – 3:59
3. "Hedon" – 5:37
4. "Scythe, Rage and Roses" – 2:33
5. "Constant" – 3:02
6. "Dissolution Factor Red" – 2:07
7. "Insanity's Crescendo" – 6:52
8. "Still Moving Sinews" – 4:41
9. "Atom Heart 243.5" – 4:00
10. "Tidal Tantrum" – 2:57
11. "Tongues" – 4:53
12. "The Mind's Eye" – 3:11
13. "Razorfever" – 3:16
14. "Shadowlit Facade" – 3:25
15. "Archetype" – 4:29

## Musikere
- Mikael Stanne – Vokal
- Martin Henriksson – Guitar, bas
- Anders Jivarp – Trommer
- Frederik Johansson – Guitar
- Niklas Sundin – Guitar